# Ctenodiscidae
De Ctenodiscidae zijn een familie van zeesterren uit de orde van de kamsterren (Paxillosida).

## Geslachten
- Ctenodiscus Müller & Troschel, 1842